# Mars Sample Return
Mars Sample Return (MSR) ist die englische Bezeichnung für eine Rückführung von Proben vom Mars zur Erde. Die Konzepte stehen teilweise in Konkurrenz zu bemannten Marsmissionen, sind aber oft auch als Vorbereitung für bemannte Missionen angedacht. Die auf die Erde gebrachten Proben könnten das Verständnis über die Verhältnisse auf dem Mars besser voranbringen, als die auf Spezialgebiete eingeschränkten Rover und Orbiter es derzeit machen.

## Sowjetunion

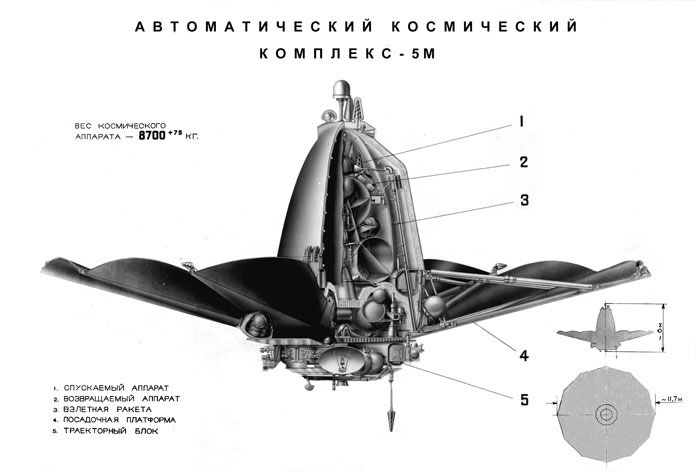
Mars 5NM

In der Sowjetunion gab es in den 1970er Jahren das Projekt Mars 5NM. Es sah vor, dass eine sehr große Raumsonde mit einer Masse von 20 t mit der Trägerrakete N1 zum Mars startet, dort landet, Bodenproben sammelt, eine Rückkehrstufe startet und eine 13 kg schwere Rückkehrkapsel mit den Proben wieder zur Erde zurückkehrt. Der Start sollte im Jahr 1973 stattfinden, die Mission insgesamt 970 Tage dauern und die Landung der Rückkehrkapsel war für September 1975 vorgesehen. Da alle vier Testflüge der Trägerrakete N1 noch vor dem Zünden der zweiten Stufe mit Abstürzen endeten, wurde das Projekt Mars 5NM 1974 aufgegeben.

## Roskosmos
Roskosmos hatte für eine Rückführung von Proben vom Mars das Projekt Mars-Grunt. Dabei sollte eine über 6 t schwere Marssonde, bestehend aus Marsorbiter und Marslander, zusammen auf einer Angara 5 zum Mars starten. Der Lander sollte etwa 200 g Proben sammeln, eine Rückstartstufe mit den Proben würde in die Marsumlaufbahn starten und mit dem Orbiter koppeln. Dieser sollte dann mit den Proben zur Erde zurückkehren. Die Phobos-Grunt-Raumsonde, die Proben vom Marsmond Phobos zur Erde zurückbringen sollte, scheiterte Ende 2011 bereits in der Erdumlaufbahn. Mit einer Verwirklichung ist in absehbarer Zeit nicht zu rechnen, weil die russische Raumfahrt chronisch unterfinanziert ist.

## NASA und ESA

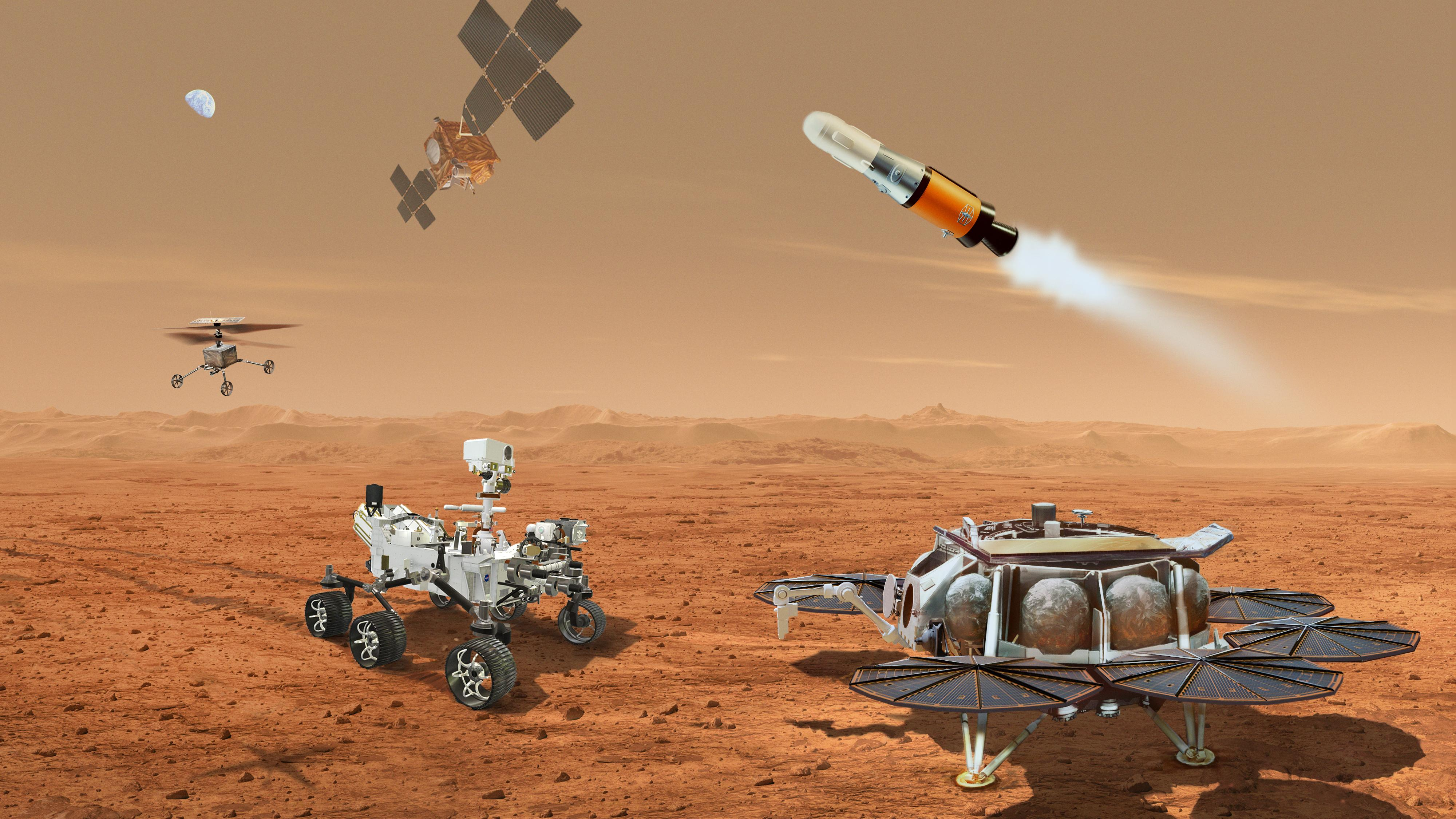
Die Komponenten der Mars Sample Return Mission von NASA und ESA.
linke Mitte – der Rover Perseverance, der die Proben sammelt,
rechts – der Lander mit dem Mars Ascent Vehicle,
links – ein Mars-Helikopter, der Proben zum Lander bringen kann wenn Perseverance den Lander nicht erreicht,
links oben – der Earth Return Orbiter

Im Rahmen des Aurora-Programms der Europäischen Weltraumorganisation war eine Mars Sample Return Mission vorgeschlagen worden, die aber mangels Finanzierung nicht realisiert wurde.
Ein Konzept der NASA aus dem Jahr 2001 sah drei Sonden für eine Mars Sample Return Mission vor, die alle an Bord je einer Atlas V (551) von der Erde abheben sollten. Zuerst sollte ein Rover starten, um Bodenproben einzusammeln. Vorgesehen waren etwa 20 Bohrproben von 5 cm Länge, 4 Proben von eingesammeltem Regolith (Lockermaterial), sowie je eine Staubprobe und eine Gasprobe aus der Marsatmosphäre. Für die eigentliche Probenrückführung sollten zwei separate Raumsonden entwickelt werden, ein Orbiter, der später die Proben zur Erde zurückbringen sollte und ein Landemodul. Auch dieses Projekt wurde nicht verwirklicht, jedoch wird das Konzept einer mehrteiligen Sample-Return-Mission weiterhin verfolgt.
Die Probensammlung übernahm dann der NASA-Rover Perseverance, der im Februar 2021 auf dem Mars landete. Im September 2021 gelang erstmals die Gesteinsprobenaufnahme durch Perseverance. Die auf der Marsoberfläche abgelegten Probenbehälter sollten später aufgesammelt und zu einer auf einem weiteren Landemodul montierten Rakete (Mars Ascent Vehicle) gebracht werden. Dort wären die Proben mit einem mechanischen Arm in die Rakete verladen worden, die sie zum „Earth Return Orbiter“ gebracht hätte, der dann den Rückflug zur Erde antreten sollte. Die NASA konnte das mindestens 11 Milliarden Dollar teure Landemodul jedoch nicht finanzieren.
- Animation einer Probenaufnahme durch Perseverance

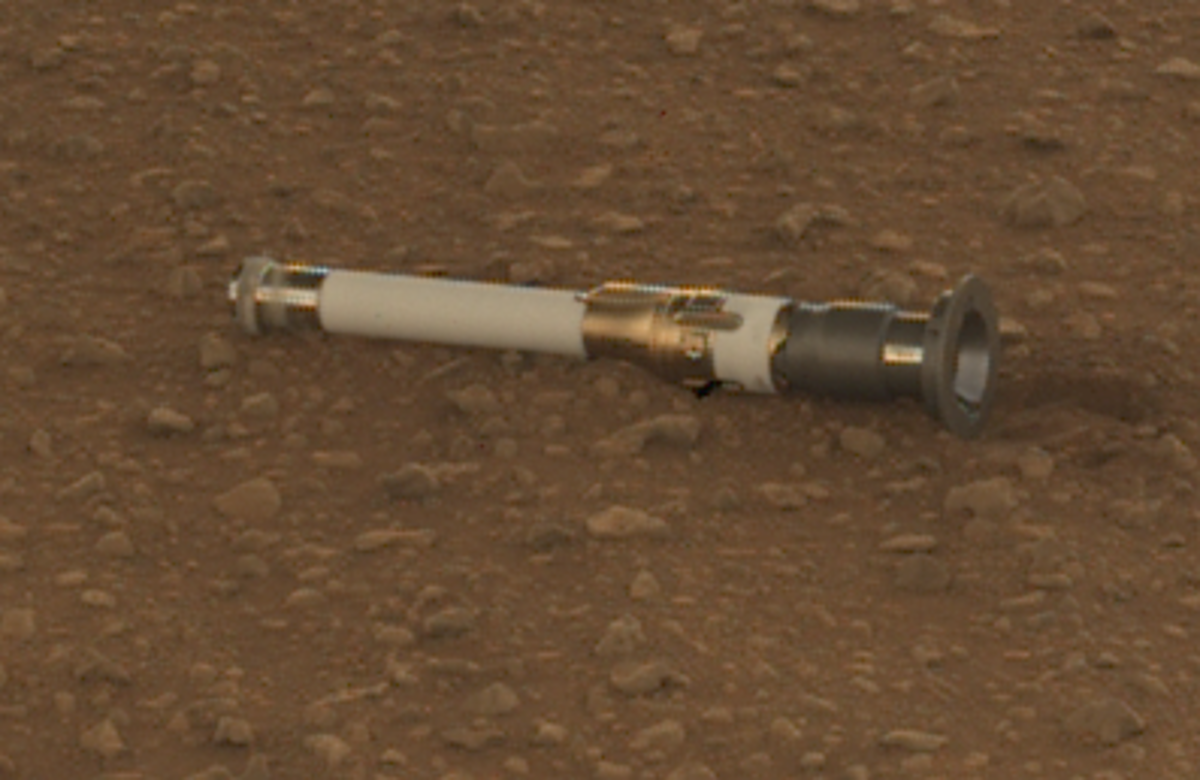
Erste von Perseverance abgelegte Bodenprobe
- Vorgeschlagene Mars Sample Return Mission der NASA und ESA

## CNSA
Die Nationale Raumfahrtbehörde Chinas plant eine Probenrückführ-Mission zum Mars um das Jahr 2030. Hierbei soll ähnlich wie bei der Mondmission Chang’e 5 unter anderem von einem stationären Lander aus an mehreren Stellen bis in 2 m Tiefe gebohrt und nach Möglichkeit Material aus der Noachischen Periode vor 3,8 bis 3,5 Milliarden Jahren erlangt werden, als der Mars noch ein Magnetfeld besaß. 
Die Bodenproben sollen mit einer zweistufigen Rakete zu einem wartenden Orbiter befördert werden und von diesem zur Erde zurückgebracht werden.

## Kontaminationsvermeidung
Da der Mars eine gewisse Ähnlichkeit mit der Erde besitzt, fallen alle Probenrückführmissionen von dort in die Kategorie V-eingeschränkt der COSPAR-Regeln für den Schutz von Planeten. Das Committee on Space Research empfiehlt, dass die Wahrscheinlichkeit einer Kontamination des Mars mit irdischen Organismen über einen Zeitraum von 50 Jahren nach der Landung unter 0,1 % liegen sollte. Um dies sicherzustellen, sollten sich auf Lander und Geräten für das mobile Einsammeln von Bodenproben insgesamt nicht mehr als 30 Sporen befinden.
Zur Einhaltung dieses Standards müssen die entsprechenden Komponenten der Mission vor dem Start desinfiziert werden, sinnvollerweise auch Orbiter und Wiedereintrittskapsel, um eine Kontamination der Proben nach der Übergabe im Marsorbit zu vermeiden. Die wissenschaftliche Arbeit mit den Proben auf der Erde soll in Labors nach dem Standard für hoch krankheitserregende Mikroorganismen durchgeführt werden.